# Tonto Basin
Tonto Basin és una concentració de població designada pel cens dels Estats Units a l'estat d'Arizona. Segons el cens del 2000 tenia 840 habitants.

## Demografia
Segons el cens del 2000, Tonto Basin tenia 840 habitants, 439 habitatges, i 262 famílies La densitat de població era de 10,3 habitants/km².
Dels 439 habitatges en un 9,1% hi vivien nens de menys de 18 anys, en un 51% hi vivien parelles casades, en un 7,1% dones solteres, i en un 40,3% no eren unitats familiars. En el 33,9% dels habitatges hi vivien persones soles el 16,9% de les quals corresponia a persones de 65 anys o més que vivien soles. El nombre mitjà de persones vivint en cada habitatge era d'1,91 i el nombre mitjà de persones que vivien en cada família era de 2,38.
Per edats la població es repartia de la següent manera: un 10,4% tenia menys de 18 anys, un 3,6% entre 18 i 24, un 13,5% entre 25 i 44, un 39,9% de 45 a 60 i un 32,7% 65 anys o més.
L'edat mediana era de 58 anys. Per cada 100 dones de 18 o més anys hi havia 103 homes.
La renda mediana per habitatge era de 23.398 $ i la renda mediana per família de 29.091 $. Els homes tenien una renda mediana de 30.125 $ mentre que les dones 17.500 $. La renda per capita de la població era de 15.157 $. Aproximadament el 15,9% de les famílies i el 18,3% de la població estaven per davall del llindar de pobresa.

## Poblacions properes
El següent diagrama mostra les poblacions més properes.